# Hiroto Arai
Hiroto Arai (新井 博人 Arai Hiroto?, Kanagawa, 22 de junio de 1996) es un futbolista japonés que juega como defensa en el Toho Titanium.

## Trayectoria
En 2019 se unió al Giravanz Kitakyushu de la J3 League.

## Clubes
| Club                | País  | Año       |
| ------------------- | ----- | --------- |
| Giravanz Kitakyushu | Japón | 2019-2021 |
| Vonds Ichihara      | Japón | 2022      |
| Nankatsu SC         | Japón | 2023-2024 |
| Toho Titanium       | Japón | 2025-     |